# Геногеография
Геногеография — научная дисциплина, изучающая географическое распространение генетических признаков живых организмов, в том числе человека, по различным географическим районам Земли.

## История
В 1928 году геногеографию, как отдельное понятие, впервые ввёл в науку советский генетик, академик Александр Сергеевич Серебровский.
Значительный вклад в развитие этого направления науки внёс известный советский антрополог и генетик Юрий Григорьевич Рычков.
Геногеографические исследования генофонда человечества, как правило, включают картографический анализ распространения генетических маркеров (в том числе — гаплогрупп) в популяциях крупных регионов и детальное изучение ряда конкретных популяций. Проводятся экспедиционные исследования и генотипирование различных ДНК и классических маркеров: мтДНК, Y-хромосом, генетико-биохимических и других генетических маркеров.
С 2005 года в планетарном масштабе реализуется международный проект «Генография» — крупнейший геногеографический проект, исследующий изменчивость мтДНК и Y-хромосом населения территории Земли, имеющий целью составление детального генетического атласа народов мира и изучение древних миграций людей. Бюджет проекта превышает 40 миллионов долларов США. Проект «Генография» финансируется Географическим обществом США, IBM и рядом спонсоров.

## Фильмография
- «Загадки ДНК: поиски Адама» (англ. DNA Mysteries: The search for Adam) — научно-популярный фильм, снятый National Geographic в 2006 г.
- «Родословная человечества» (англ. The Human Family Tree) — научно-популярный фильм, снятый National Geographic в 2009 г.